# Jagmati Sangwan
Jagmati Sangwan, (2 de enero de 1960, Sonipat) es un activista india y exmiembro del Comité Central del Partido Comunista de la India (Marxista) PCI (M).

## Biografía
Nació en la aldea india de Butana en Sonipat, Haryana. Sus padres eran agricultores y su padre era un "nambardar" (jefe) en la aldea de Butana. Se educó en el Sports College for Women, creado en 1978. Fue una reconocida alumna de la Universidad Agrícola de Haryana (HAU), Hisar.  
Fue una jugadora de voleibol que formó parte del equipo nacional indio que ganó la medalla de bronce en el Campeonato Asiático de Voleibol. Fue la primera mujer deportista en recibir el premio Bhim para deportistas destacados en Haryana.  
Tiene un doctorado sobre la situación de las mujeres deportistas en Haryana.
Está casada con Inderjit Singh, exsecretario de Estado y miembro del Comité Central del CPI (M), quien actualmente participa activamente en la agitación de los agricultores a nivel nacional. Singh también fue presidente de la Unión de Estudiantes en la HAU, elegido más de una vez. Tienen una hija, Akhila, que es periodista y está casada con el nieto del mayor general Stanley William Burrett.

## Trayectoria
Sangwan dirigió el Kisan Mahila Samiti formado por Samyukt Kisan Morcha (SKM) para investigar los problemas relacionados con la seguridad de las mujeres durante la agitación de los agricultores indios.  Es la vicepresidenta nacional de la Asociación Democrática de Mujeres de la India (AIDWA ) y secretaria del distrito de Rohtak del CPI (M).
Jagmati Sangwan es conocida por su trabajo contra los asesinatos por honor en Haryana y en la India. Participó en la campaña contra ese tipo de asesinatos e inició otra campaña contra el feticidio femenino en la India.
Fue Secretaria General de la Asociación de Mujeres Democráticas de toda India y fue miembro del Comité Central del Partido Comunista de la India (marxista), pero fue expulsada momentáneamente después de oponerse a que el partido compartiera escaños con el Congreso Nacional de la India en las elecciones a la Asamblea Legislativa de Bengala Occidental de 2016 . 
Jagmati Sangwan también es conocida por impugnar (legalmente y sobre el terreno) la decisión del gobierno de Haryana de no permitir que personas candidatas "sin educación" se presentasen a las elecciones locales del panchayat o gobierno del concejo comunal. 
Trabajó en el University College de Maharishi Dayanand University (MDU) Rohtak y fue la Directora Fundadora del Centro de Estudios de la Mujer de MDU. En junio de 2016, Sangwan renunció al CPI (M) durante una reunión del Comité Central para protestar por compartir escaños con el Congreso en Bengala Occidental. Fue expulsada por indisciplina, pero finalmente se restableció su afiliación al partido. Más tarde, CPM también la presentó como candidata a la alcaldía en Rohtak, Haryana.